# 이이 나오카쓰
이이 나오카쓰(井伊直勝)는 아즈치모모야마 시대부터 에도 시대 전기까지의 후다이 다이묘이다. 도쿠가와씨의 가신. 오미 사와야마 번주, 후에 고즈케 안나카 번의 초대 번주. 나오카쓰 파(이이 헤이부노쇼유 가문) 시조.

## 같이 보기
- 마쓰다이라 야스시게 - 나오카쓰의 외숙
- 마쓰다이라 야스테루 - 나오카쓰의 외사촌 동생

| 전임 (이이 나오마사) | 제1대 이이 헤이부노쇼유 가문 당주 1602년 ~ 1632년 | 후임 이이 나오요시 |

| 전임 이이 나오마사 | 제2대 사와야마 번 번주 (이이 가문) 1602년 ~ 1606년 | 후임 히코네 번으로 번청 이전 |

| 전임 (이이 나오마사) | 제1대 히코네번 번주 (이이 가문) 1606년 ~ 1615년 | 후임 이이 나오타카 |

|  | 제1대 안나카 번 번주 (이이 가문) 1615년 ~ 1632년 | 후임 이이 나오요시 |